# شعيب مربخ رملان

## الموقع
يقع حوض شعيب مربخ رملان ضمن حدود محمية الإمام عبد العزيز بن محمد الملكية، ومن الناحية الإدارية تشكل اراضي حوضه جزء من محافظة رماح في المملكة العربية السعودية. وتبدأ منابع شعيب مربخ رملان تقريبا عند خط طول 47.278436 درجة شرقا ودائرة عرض 25.162898 درجة شمالا

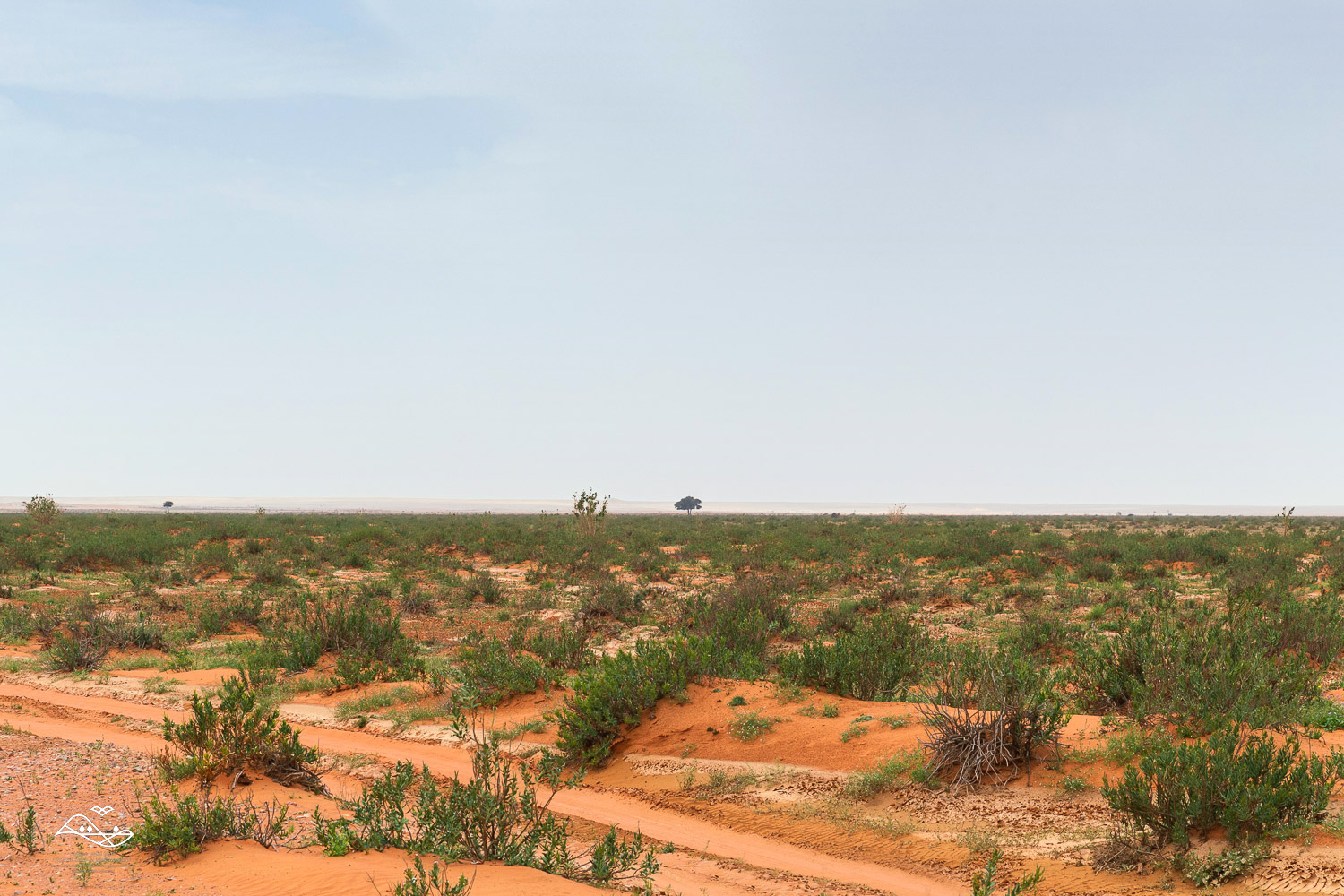

## شعيب مربخ رملان

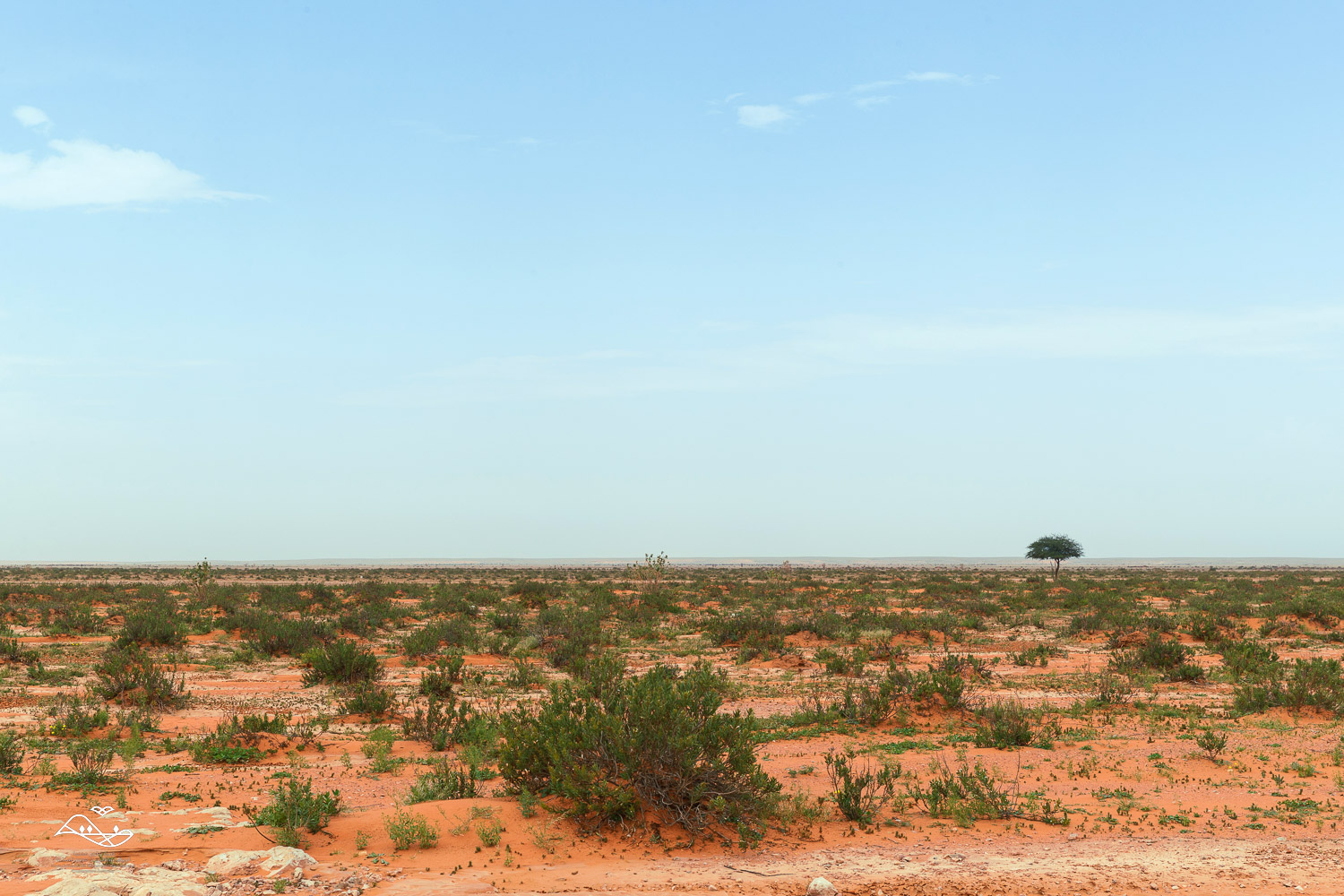

المربخ مصطلح يستخدم في المملكة العربية السعودية لتسمية معالم جغرافية في المناطق الرملية، ووفقا للوصف المحلي والمشاهدة الميدانية وما ورد في بعض معاجم اللغة العربية فإن هيئة المساحة الجيولوجية السعودية تعرف المربخ بأنه أرض مستوية تغطيها الرمال الناعمة. وقد ورد في المعجم الوسيط رَبِخَ في الرَّمْل: عَسُرَ عليه السّيْر فيه، أَرْبَخَ الرّمْلُ: تَكَاثَفَ. ومربخ رملان عبارة عن منخفض رملي مستطيل الشكل وشبه مستوي، يمتد من رمال الدهناء بالقرب من آبار رملين باتجاه الغرب، ويبلغ طوله حوالي 5كم وعرضه 1كم. ويصب في مربخ رملان شعيب قصير نسبيا لم يظهر على الخرائط الطبوغرافية مقياس 250000:1، ويبلغ طوله حوالي 16كم. وينحدر شعيب مربخ رملان من الغرب نحو الشرق، ويصرف الشعيب مياه السيول لمنطقة جغرافية تقع بين حوض الوادي الذي يصب في فيضة أم القطا ووادي وثيلان في الشمال والشمال الغربي وحوض وادي المسعودي في الجنوب. ويدخل حوض شعيب مربخ رملان ضمن حدود محمية الإمام عبد العزيز بن محمد الملكية، ومن الناحية الإدارية تشكل اراضي حوضه جزء من محافظة رماح في المملكة العربية السعودية. وتبدأ منابع شعيب مربخ رملان تقريبا عند خط طول 47.278436 درجة شرقا ودائرة عرض 25.162898 درجة شمالا، وذلك من أرض مرتفعة نسبيا تمر فيها خطوط تقسيم المياه بين حوضه وحوض وادي وثيلان وحوض وادي المسعودي المجاورة. وينتهي الشعيب في مربخ رملان الواقع غرب رمال الدهناء، وذلك عند خط طول 47.402933 درجة شرقا ودائرة عرض 25.201322 درجة شمالا. ويظهر من صور قوقل ماب والخريطة الطبوغرافية أن حوض شعيب مربخ رملان يتكون من أرض تكثر فيها التلال خاصة في أجزائه العليا والوسطى، وأن روافده قصيرة، وأن ْمجاري المياه في حوضه تلتقي بزوايا حادة معطية بذلك نمطا شجريا، ويتضح من الصور أيضا أن الانحناءات والتعرجات في المجرى الرئيسي للشعيب قليلة وخفيفة. كما أن الصور تبين وجود أشجار في مجراه الرئيسي، خاصة في الأجزاء السفلى، ولكنها متباعدة جدا في أغلب الأماكن.